# محوطه سرتزن
محوطه سرتزن مربوط به دوره نوسنگی است و در شهرستان گیلانغرب، بخش گواور، دهستان گواور، ۱۳۰۰ متری جنوب غرب روستای علیرضاوندی واقع شده و این اثر در تاریخ ۲۷ اسفند ۱۳۸۶ با شمارهٔ ثبت ۲۲۴۶۷ به‌عنوان یکی از آثار ملی ایران به ثبت رسیده است.